# بيتر جون إليوت
بيتر جون إليوت (بالإنجليزية: Peter John Elliott) هو كاهن كاثوليكي أسترالي، ولد في 1 أكتوبر 1943 في ملبورن في أستراليا.